# Noak Bridge
Noak Bridge is een civil parish in het bestuurlijke gebied Basildon, in het Engelse graafschap Essex.